# منطقه جیژوو
منطقه جیژوو (به چینی: 蓟州区، به پین‌یین: Jìzhōu Qū) یک منطقهٔ شهرداری تابع شهر تیانجین، در جمهوری خلق چین است. منطقه جیژوو ۱٬۵۹۰ کیلومتر مربع مساحت و ۸۰۰٬۰۰۰ نفر جمعیت دارد.
تا پیش از سال ۲۰۱۶، این واحد تقسیماتی، شهرستان بوده. در ژوئن ۲۰۱۶، شهرستان جی (جی‌شیان) به «منطقه» ارتقاء یافت.。